# (32612) Ghatare
(32612) Ghatare est un astéroïde de la ceinture principale.

## Description
(32612) Ghatare est un astéroïde de la ceinture principale. Il fut découvert le 25 août 2001 à Socorro (Nouveau-Mexique) par le projet LINEAR. Il présente une orbite caractérisée par un demi-grand axe de 2,44 UA, une excentricité de 0,10 et une inclinaison de 7,5° par rapport à l'écliptique.